# Теремки (станция метро)
«Теремки́» (укр. Теремки́ (слушать)о файле) — 52-я станция Киевского метрополитена. Конечная на Оболонско-Теремковской линии. Расположена в Голосеевском районе после станции «Ипподром», на проспекте Академика Глушкова неподалёку от Одесской площади, за Окружной дорогой. Открыта 6 ноября 2013 года. Название — по одноимённому жилому массиву. Пассажиропоток — 27,9 тыс. чел./сутки. С 13 декабря 2023 года по 12 сентября 2024 года в связи с разгерметизацией тоннеля на перегоне Лыбедская—Демиевская , станция принимала поезда курсирующие в режиме челнока по маршруту Демиевская—Теремки, с основной частью линии связь была прервана на время ремонта.

## Конструкция
По конструкции станция односводчатая, мелкого заложения, с двумя выходами в подземные переходы под проспектом Академика Глушкова. За станцией находятся оборотные тупики и пункт технического обслуживания поездов. В перспективе планируется продление линии до станции «Одесская» и сооружение депо «Теремки».

## Строительство
Строительство станции начато в ноябре 2011 года. В июле 2012 начато сооружение стены в грунте. К концу октября 2012 года производилось раскрытие котлована станции, параллельно шла заливка фундаментной плиты станции. С начала ноября установлена опалубка и проходило заливание секций свода станции.
К июню 2013 года были сооружены станционный и кассовый залы, уложены лестничные плиты перехода кассового зала. Сооружались оборотные тупики и СТП.
3 ноября 2013 года на станцию был пущен пробный поезд.

## Изображения

Платформа в направлении на юг и путевая стена
Выход в город
Кассовый зал
Павильон входа на станцию